# Sint-Niklaaskerk (Wissant)

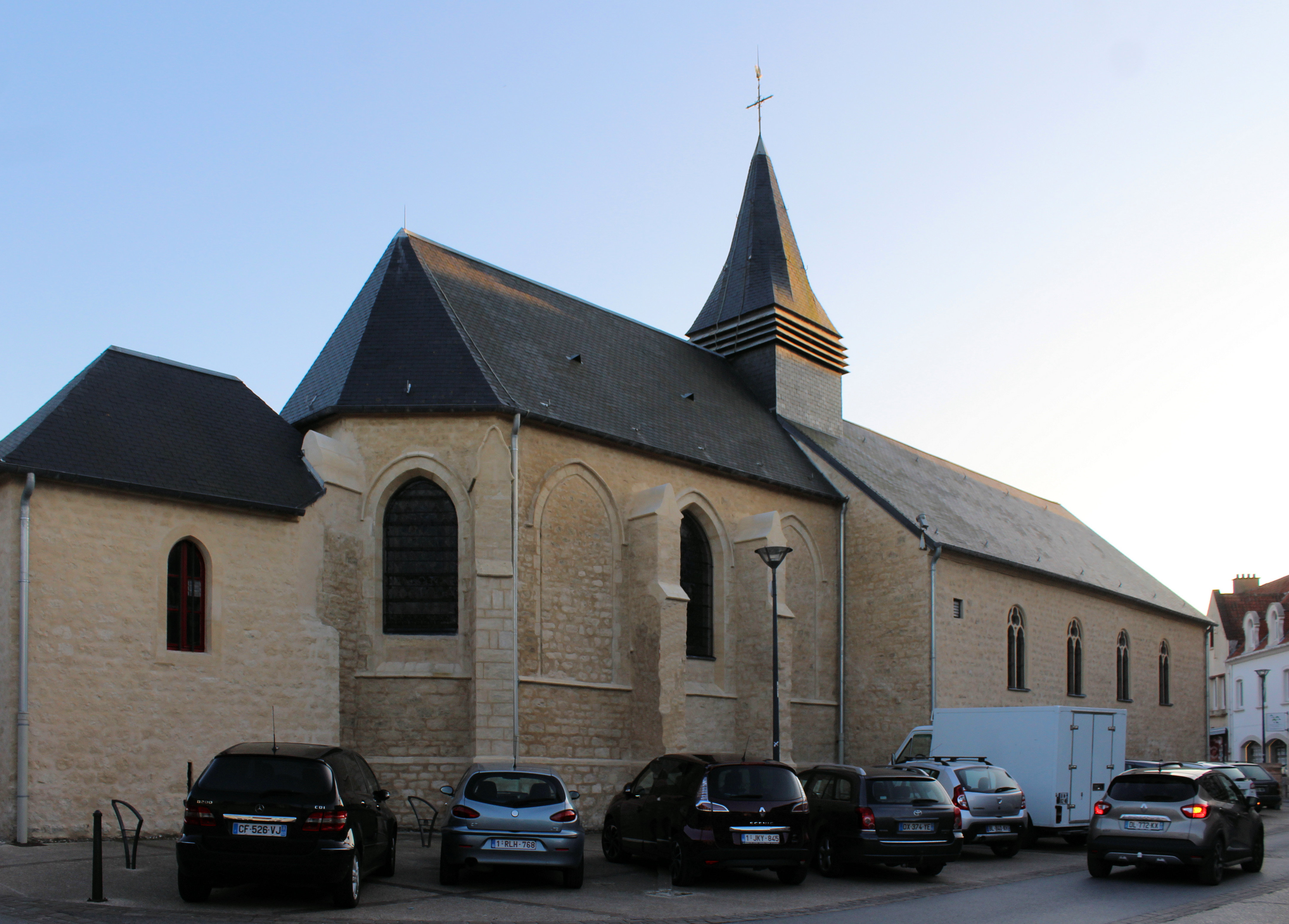
Sint-Niklaaskerk

De Sint-Niklaaskerk (Église Saint-Nicolas) is de parochiekerk van de in het departement Pas-de-Calais gelegen plaats Wissant.
Dit kerkje heeft een 15e-eeuws koor en een hoger schip met een dakruiter. Van belang is de kruisweg. Ook is er een beeld van de hier vereerde Sint-Wilgefortis te vinden.